# Liste der Naturdenkmale in Kroppach
Die Liste der Naturdenkmale in Kroppach nennt die im Gemeindegebiet von Kroppach ausgewiesenen Naturdenkmale (Stand 13. Juni 2024).

## Naturdenkmale
| Nr.         | Bezeichnung | Lage                             | Beschreibung | Bild                                    |
| ----------- | ----------- | -------------------------------- | ------------ | --------------------------------------- |
| ND-7143-400 | Alte Eiche  | Bahnhofstraße, neben Nr. 13 Lage | Quercus sp.  | Direkt Bild zu diesem Denkmal hochladen |